# 酸蛇皮果属
酸蛇皮果属（学名：Eleiodoxa）是棕榈科下的一个属。

## 下属物种
本属包括以下物种：
- 泽刺椰 Eleiodoxa conferta (Griff.) Burret，克鲁比棕